# Etrit Berisha
Etrit Berisha (Pristina, Yugoslavia, 10 de marzo de 1989) es un futbolista albanés que juega como portero en el BK Häcken de la Allsvenskan de Suecia.

## Trayectoria

### Kalmar FF
Debutó con el Kalmar FF el 28 de abril de 2010 contra el Örebro SK y ganó 4:1. Después de hacer catorce apariciones en su temporada de debut, se convirtió en el portero titular del Kalmar FF. Anotó su primer gol contra el Cliftonville FC en las rondas de clasificación Europa League y anotó su primer gol en la Allsvenskan contra el Helsingborgs IF , anotando desde el punto de penalti en el minuto 38 en 2012,con el marcador final en 7-2. Se convirtió en el lanzador de penalties del Kalmar FF y anotaría todos sus goles desde el punto de penalti.
Jugó su último partido con el Kalmar FF contra el Halmstads BK y anotó de penalti.

### Chievo Verona
El 31 de julio de 2013 el AC Chievo Verona anunció haberlo firmado durante el mercado de verano, pero el propio jugador no aceptó, diciendo que él simplemente tenía un acuerdo con el club, pero no firmó. El 5 de septiembre de 2013 , después de que firmara para la SS Lazio, el Chievo anunció que había enviado el caso a la FIFA . El 11 de septiembre de 2013 de la SS Lazio presidente Claudio Lotito declaró que fue comprado y firmado de manera regular de acuerdo a las reglas del mercado. El 14 de septiembre de 2013, el director deportivo del Chievo, Giovanni Sartori, le acusó de cambiar para ganar más dinero en SS Lazio. El 29 de enero de 2014, el caso fue reabierto por la SS Lazio ya que estaban buscando otro portero durante el mercado de invierno. El 31 de enero de 2014 se anunció que el jugador se arriesgaba a una suspensión de 3 meses debido al contrato que fingió haber firmado. El 5 de febrero de 2014 Givanni Sartori pidió cerrar el caso. El 20 de marzo de 2014, el gerente del Kalmar FF, Svante Samuelson, declaró que todo lo relacionado con la transferencia de su exportero, era regular. El 28 de junio de 2014, los medios anunciaron que el caso podría ser cerrado por la FIFA.

### SS Lazio
El 2 de septiembre de 2013, firmó oficialmente para SS Lazio. Hizo su debut el 7 de noviembre de 2013 en la fase de grupos de la UEFA Europa League contra el Apollon Limassol . En el próximo partido Europa League ante el Legia Warszawa tres semanas más tarde, fue una vez más en el once inicial en lugar de Federico Marchetti . El partido resultó en una victoria a domicilio 2-0 a la Lazio . El 12 de diciembre de 2013 hizo su tercera aparición consecutiva en la Liga de Europa contra el Trabzonspor , manteniendo la portería a cero en el empate 0-0. 
Después de que el 6 de enero de 2014 se lesionara Federico Marchetti , hizo su debut de la Liga contra el Inter de Milán , jugando los 90 minutos y manteniendo la portería a cero en la victoria por 1-0. Una semana más tarde, el 11 de enero de 2014, jugó otro partido completo y mantuvo la portería a cero contra Bolonia. Su primer partido en la Copa de Italia llegó en 14 de enero de 2014 contra el Parma , ganando 2-1. A pesar de que la primera opción Marchetti regresó de su lesión, mantuvo su lugar en la alineación inicial. El 25 de enero de 2014 se jugó otro partido completo 90 minutos en el empate 1-1 contra la Juventus y Federico Marchetti estuvo en el banquillo. El 2 de febrero de 2014 mantuvo su portería a cero contra el Chievo Verona , que ganó por 2-0. La cima de su carrera inicial en Lazio fue el derbi della Capitale partido contra Roma . Jugó los 90 minutos y se mantuvo la portería a cero cuando el partido terminó 0-0 y él fue el hombre del partido .
El 6 de abril de 2014, mantuvo la portería a cero en la victoria por 2-0 ante el Sampdoria eran jugó los 90 minutos. Otra portería a cero, que hicieron el 27 de abril de 2014 en la importante distancia 0-2 victoria contra el Livorno . Jugó en el último partido de la temporada el 18 de mayo de 2014, manteniendo el portería a cero en la victoria por 1-0 ante el Bologna. Terminó la temporada 2013-14 con un total de 23 partidos completos de 90 minutos, incluyendo 2 en Coppa Italia y 4 en la Europa League y Lazio se clasificaron en la novena posición de la Serie A 2013-14 . Berisha también votado como el mejor arquero extranjero del año, incluido en el mejor once de jugadores extranjeros de la Serie A 2013-14 temporada.

## Selección nacional
Recibió su primera convocatoria con la selección absoluta por Gianni De Biasi para los amistosos contra Catar e Irán en mayo de 2012. Estuvo en el banquillo en la victoria de 2-1 sobre Albania Catar el 22 de mayo. Hizo su debut en 5 días más tarde contra Irán en el estadio Inönü, Estambul, Turquía, jugando los 90 minutos y mantener la portería a cero en la victoria por 1-0. 
Luego se convirtió en un miembro regular del equipo nacional de Albania.

### Participaciones en Eurocopas
| Copa          | Sede     | Resultado    | Partidos | Goles |
| ------------- | -------- | ------------ | -------- | ----- |
| Eurocopa 2016 | Francia  | Primera fase | 3        | 0     |
| Eurocopa 2024 | Alemania | Primera fase | 0        | 0     |

## Clubes
| Club           | País   | Año       | Partidos | Goles |
| -------------- | ------ | --------- | -------- | ----- |
| Kalmar FF      | Suecia | 2008-2013 | 105      | 4     |
| S. S. Lazio    | Italia | 2013-2016 | 60       | 0     |
| Atalanta B. C. | Italia | 2016-2020 | 91       | 0     |
| S. P. A. L.    | Italia | 2019-2021 | 56       | 0     |
| Torino F. C.   | Italia | 2021-2023 | 11       | 0     |
| Empoli F. C.   | Italia | 2023-2024 | 6        | 0     |
| BK Häcken      | Suecia | 2025-     |          |       |

## Palmarés

### Títulos nacionales
| Título         | Club      | País   | Año  |
| -------------- | --------- | ------ | ---- |
| Copa de Suecia | BK Häcken | Suecia | 2025 |